# Pugilato ai XVII Giochi del Mediterraneo - Pesi mosca leggeri
Le competizioni di pugilato nella categoria pesi mosca leggeri si sono tenute fra il 24 e il 26 giugno 2013 al Tarsus Spor Salonu.

## Calendario
Fuso orario EET (UTC+3).
| Data      | Ora   | Turno      |
| --------- | ----- | ---------- |
| 24 giugno | 19:00 | Semifinali |
| 26 giugno | 18:00 | Finale     |

## Risultati

### Fase a eliminazione diretta
|  | Semifinali      | Semifinali      | Semifinali     |                |                 | Finale          | Finale | Finale |  |
|  |                 |                 |                |                |                 |                 |        |        |  |
|  | Ferhat Pehlivan | Ferhat Pehlivan | 3              |                |                 |                 |        |        |  |
|  | Ferhat Pehlivan | Ferhat Pehlivan | 3              |                |                 |                 |        |        |  |
|  | Ramy Elawady    | Ramy Elawady    | 0              |                |                 |                 |        |        |  |
|  | Ramy Elawady    | Ramy Elawady    | 0              |                | Ferhat Pehlivan | Ferhat Pehlivan | 0      |        |  |
|  |                 |                 |                |                | Ferhat Pehlivan | Ferhat Pehlivan | 0      |        |  |
|  |                 |                 | Mohamed Flissi | Mohamed Flissi | 3               |                 |        |        |  |
|  | Manuel Cappai   | Manuel Cappai   | Mohamed Flissi | Mohamed Flissi | 3               | 0               |        |        |  |
|  | Manuel Cappai   | Manuel Cappai   |                |                |                 |                 |        |        |  |
|  | Mohamed Flissi  | Mohamed Flissi  | 3              |                |                 |                 |        |        |  |